# Lưu Xứ Huyền
Lưu Xứ Huyền (phồn thể:劉處玄, giản thể:刘处玄, 9/8/1147 - 18/2/1203), nguyên danh của ông vẫn chưa được biết, tự Thông Diệu (通妙), ông là người Đông Lai (nay là Lai Châu, tỉnh Sơn Đông). Năm 1169, sau khi mẹ ông mất, ông bái Vương Trùng Dương làm sư phụ, đạo hiệu là Trường Sinh tử.
Nguyên Thế Tổ phong tặng ông hiệu "Trường Sinh Phụ Hoá Minh Đức Chân Nhân" (長生辅化明德真人). Sau đó Nguyên Vũ Tông truy tặng ông hiệu "Trường Sinh Phụ Hoá Tông Huyền Minh Đức Chân Quân" (长生辅化宗玄明德真君).

## Tiểu thuyết hoá
Vương Xứ Nhất được Kim Dung hình tượng hóa trong các tiểu thuyết như Xạ điêu anh hùng truyện, Thần điêu hiệp lữ. Ngoài ra ông còn được hình tượng hoá với cái tên Liễu Quân Bảo trong Võ Lâm Ngũ Bá, một tiểu thuyết dựa Kim Dung. Ông là con trai của Tiết đô sứ thành Đàn Châu Liễu Quang Phổ. Ông vốn là một trại chủ của Thiết Chưởng bang.

## Phim ảnh
- Anh hùng xạ điêu

Mạch Tử Vân (1983),
Lương Khâm Ký (1994),
Trương Vĩnh Sinh (2003),
Cung Chí Tỷ (2008),
Tống Đào (2017),
- Thần điêu hiệp lữ